# Amenardis II
Amonirdisi Merittefnet, più nota come Amenardis II (... – 640 a.C.), è stata una Divina Sposa di Amon a Tebe ai tempi della XXV dinastia egizia.
Figlia di Taharqa e sorella del re di Napata Altanersa succedette a Shapenewpet II che l'aveva adottata.

Dal 659 a.C. adottò, in seguito alle pressioni di Psammetico I della XXVI dinastia, Nitokris I.
| i | mn · n | D4 | X8 | s |

| i | mn · n | D4 | X8 | s |

| i | mn · n | D4 | X8 | s |

| i | mn · n | D4 | X8 | s |

 imn iir di si  - Amonirdisi